# Kyi Aye
Kyi Kyi Tin-Myint , conocida por su seudónimo Kyi Aye ( birmano : ကြည်အေး ) fue una poeta, novelista y cuentista birmana. Nacida en Yangon  estudió en la Universidad de Medicina y en la Universidad de Yangon. Se la considera una de las escritoras birmanas más influyentes durante varias generaciones; sin embargo, sus obras siguen siendo en gran medida desconocidas fuera del idioma birmano.